# Kubrat Pulev
Kubrat Venkov Pulev (en bulgare : Кубрат Пулев) est un boxeur bulgare né le 4 mai 1981 à Sofia.

## Carrière
Médaillé de bronze aux championnats du monde de boxe amateur de Mianyang en 2005 dans la catégorie super-lourds (battu en demi-finale par Odlanier Solís 25 points à 11), il remporte également la médaille de bronze lors des championnats d'Europe organisés à Plovdiv en 2006 et la médaille d'or à Liverpool en 2008.
Pulev s'incline en revanche au premier tour des Jeux olympiques de Pékin face au colombien Oscar Rivas et passe professionnel l'année suivante. Il se fait vite remarquer en mettant KO l'expérimenté boxeur britannique Matt Skelton dès son 5e combat puis Alexander Dimitrenko le 5 mai 2012, devenant par la même occasion champion d'Europe EBU des poids lourds.
Le 29 septembre 2012, le boxeur bulgare conserve sa ceinture européenne en battant par KO au 11e round Alexander Ustinov. Ce succès lui permet également de se positionner pour le titre de champion du monde IBF. Il poursuit son invincibilité le 24 août 2013 en dominant aux points l'ancien challengeur mondial américain Tony Thompson.

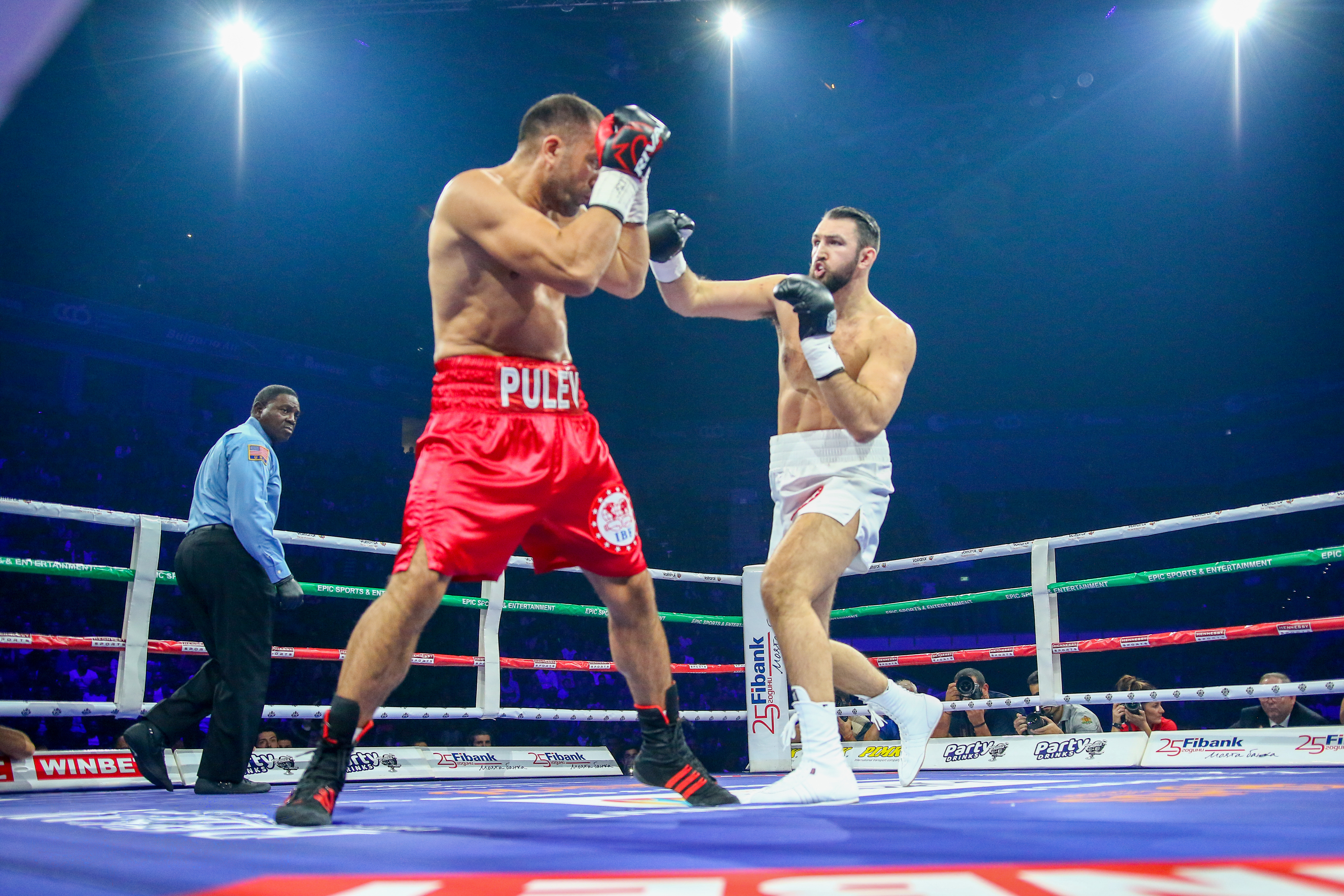
Kubrat Pulev contre Hughie Fury, 27 octobre 2018, Arena Armeec Hall, Sofia, Bulgarie.

Le 15 novembre 2014, il combat le champion du monde Wladimir Klitschko pour le titre IBF. Après avoir été au tapis plusieurs fois durant la rencontre, Pulev s'incline finalement au 5e round, subissant ainsi sa première défaite dans les rangs professionnels. L'année suivante, il fait son retour en battant aisément les faire-valoirs George Arias et Maurice Harris puis redevient champion d'Europe le 7 mai 2016 en s'imposant aux points face au britannique Dereck Chisora. Le 3 décembre 2016, il s'impose en 4 rounds contre l'ancien champion du monde nigérian Samuel Peter. Le boxeur Bulgare bat en 2018 Hughie Fury puis affronte Anthony Joshua pour le titre mondial WBA, IBF et WBO le 12 décembre 2020. Il est mis KO au 9e round.

## Polémique
Le 23 mars 2019, Pulev se trouve à Las Vegas où il combat contre le boxeur roumain Bogdan Dinu. Après sa victoire par KO, il est interviewé par une journaliste et embrasse cette dernière sur la bouche sans son consentement. Peu après, le boxeur demande à la journaliste de supprimer la vidéo qui a été postée sur internet mais elle refuse et demande des sanctions à son encontre.

## Titres professionnels en boxe anglaise
- Champion poids lourds WBA Inter-continental (2016-2017)
- Champion d'Europe poids lourds EBU (2012 et 2016)
- Champion poids lourds IBF International (2011-2013)